# Alexandr Pechonkin
Alexandr Sergueyevich Pechonkin –en ruso, Александр Сергеевич Печёнкин– (Chaikovski, 26 de diciembre de 1991) es un deportista ruso que compite en biatlón. Ganó una medalla de oro en el Campeonato Europeo de Biatlón de 2015, en la prueba por relevos.

## Palmarés internacional
| Campeonato Europeo | Campeonato Europeo | Campeonato Europeo | Campeonato Europeo |
| Año                | Lugar              | Medalla            | Prueba             |
| ------------------ | ------------------ | ------------------ | ------------------ |
| 2015               | Otepää (Estonia)   | Medalla de oro     | Relevos            |